# 36차 ICANN
36차 ICANN은 2009년 10월 25일부터 같은 달 30일까지 서울에서 열린 인터넷 주소 자원에 관한 국제회의이다. 주최는 ICANN이, 로컬 호스트는 한국인터넷진흥원이 맡았다. 111개국 1,207명이 참석했으며, 인터넷 도메인 네임 시스템 및 이와 관련된 다양한 주제에 대해 논의했다. 주요 논의 사항은 다국어도메인네임시스템(IDN), 새로운 gTLD, 상표권 보호, 악의적 접근, 보안 및 안정성, 요구 및 경제적 분석 등이었다.

## 참고 자료
- Seoul ICANN: Seoul meeting briefing note